# Bug Hall
Brandon "Bug" Hall, född 4 februari 1985 i Fort Worth, Texas, är en amerikansk skådespelare. Han gjorde sin skådespelardebut i rollen som Alfalfa i filmen Busungarna från 1994. Bug Hall har också en av huvudrollerna i filmen American Pie Presents: Book of Love.

## Filmografi
| Year | Film                                    | Roll                   | Noteringar                                            |
| ---- | --------------------------------------- | ---------------------- | ----------------------------------------------------- |
| 1994 | The Little Rascals                      | Carl "Alfalfa" Switzer |                                                       |
| 1995 | Tad                                     | Tad Lincoln            |                                                       |
| 1995 | The Big Green                           | Newt Shaw              |                                                       |
| 1996 | The Stupids                             | Buster Stupid          |                                                       |
| 1996 | The Munster's Scary Little Christmas    | Eddie Munster          |                                                       |
| 1997 | Älskling, vi krympte oss själva         | Adam Szalinski         |                                                       |
| 1997 | Hercules                                | Little Boy             | Voice                                                 |
| 1998 | Safety Patrol                           | Scout Bozell           |                                                       |
| 1998 | Kelly Kelly                             | Brian Kelly            | TV series                                             |
| 1998 | Mel                                     | Travis                 |                                                       |
| 1999 | Providence                              | Jackie                 | Guys and Dolls (Season 1, Episode 16)                 |
| 2000 | Skipped Parts                           | Sam Callahan           |                                                       |
| 2002 | Get a Clue                              | Jack Downey            | TV movie                                              |
| 2003 | Arizona Summer                          | Scott                  |                                                       |
| 2003 | The King and Queen of Moonlight Bay     | Tim Spooner            |                                                       |
| 2003 | Footsteps                               | Spencer Weaver         |                                                       |
| 2004 | CSI: Crime Scene Investigation          | Daniel Halburt         | Viva Las Vegas (Season 5, Episode 1)                  |
| 2004 | Strong Medicine                         | Steve Kelley           | A Dose of Reality (Season 7, Episode 8)               |
| 2004 | Förhäxad                                | Eddie Mullen           | Charmed Noir (Season 7, Episode 8)                    |
| 2005 | Cold Case                               | Matthew Adams          | Blank Generation (Season 2, Episode 11)               |
| 2005 | Mortuary                                | Cal                    |                                                       |
| 2006 | The O.C                                 | Robert                 | The Heavy Lifting (Season 3, Episode 15) (uncredited) |
| 2006 | Justice                                 | Colin Clark            | Crucified (Season 1, Episode 6)                       |
| 2006 | CSI: Miami                              | Evan Dunlar            | High Octane (Season 5, Episode 7)                     |
| 2008 | The Day the Earth Stopped               | Man                    | direct to DVD                                         |
| 2009 | Camouflage                              | Corey                  |                                                       |
| 2009 | American Pie Presents: The Book of Love | Robert Shearson        | Main Character - Direct to DVD                        |
| 2010 | Saving Grace                            | Nick                   | 1 Episode                                             |
| 2010 | Fortress                                | Michael                |                                                       |
| 2010 | Boarding School 3D                      | Shane                  | Currently Filming                                     |